# Aegiphila martinicensis
Aegiphila martinicensis är en kransblommig växtart som beskrevs av Nikolaus Joseph von Jacquin. Aegiphila martinicensis ingår i släktet Aegiphila och familjen kransblommiga växter. Inga underarter finns listade i Catalogue of Life.